# Edulcorante
Un edulcorante (o dolcificante) è una sostanza usata per addolcire alimenti o altri prodotti destinati all'uso orale (ad esempio un collutorio o farmaci altrimenti amari). Alcuni tipi si trovano in natura, altri vengono prodotti in laboratorio.
Gli edulcoranti sono considerati dalle varie normative in ambito alimentare alla stregua di additivi alimentari e quindi sottoposti a procedure di valutazione prima dell'autorizzazione all'uso commerciale. In Europa l'EFSA (European Food Safety Authority) e negli Stati Uniti la FDA (Food and Drug Administration) stabiliscono le dosi giornaliere accettabili ed esaminano gli eventuali problemi di sicurezza.
Gli edulcoranti intensi sono ingredienti con un potere dolcificante di gran lunga superiore allo zucchero, solitamente tra le 150 e le 600 volte superiore al saccarosio (normale zucchero da cucina, utilizzato come termine di paragone standard). Altri dolcificanti, come il neotamo, hanno un potere dolcificante addirittura migliaia di volte superiore al saccarosio. Il contenuto calorico è variabile, ma siccome sono utilizzati in dosi minime, apportano tutti una quantità calorica vicina allo zero.
Dolcificanti meno calorici dello zucchero sono i polioli, che vengono usati per sostituire non solo l'effetto dolcificante dello zucchero, ma anche per proprietà funzionali come la sensazione che crea in bocca, il colore, la struttura e le proprietà di mantenimento dell'umidità. L'eritritolo è l'unico poliolo ipocalorico autorizzato in Europa.

## Storia
Gli esseri umani sono naturalmente predisposti a preferire, tra gli altri, i sapori dolci e a evitare quelli amari. Si suppone che questa predisposizione fisiologica aiutasse i primi esseri umani a distinguere gli elementi di origine vegetale nutritivi da quelli nocivi. Diversi studi dimostrano che una forte preferenza per i sapori dolci permane per tutta l'infanzia e si attenua verso la fine dell'adolescenza fino all'età adulta. Durante la storia, sono state utilizzate diverse sostanze alimentari come miele e frutta per addolcire il proprio cibo. Gli antichi romani utilizzavano un dolcificante chiamato "sapa" ricco di diacetato di piombo, fortemente tossico.
In epoca moderna lo zucchero, ricavato dalla barbabietola o dalla canna da zucchero, ha avuto la parte del padrone tra i dolcificanti, mentre il primo edulcorante ipocalorico, la saccarina, è stato scoperto nel 1879 da Constantin Fahlberg. La saccarina è stata utilizzata come sostituto dello zucchero nei momenti di scarsità, come durante la prima guerra mondiale, ma l'alternativa ha suscitato un'attenzione piuttosto scarsa per oltre un secolo, mentre fu molto pubblicizzata con l'introduzione dell'aspartame, prodotto dalla Searle.
Nel ventesimo secolo si è assistito a un cambio delle possibilità di alimentazione oltre che delle condizioni di vita della popolazione occidentale, per cui i problemi legati alla sottonutrizione sono praticamente scomparsi, mentre sono aumentati il sovrappeso e l'obesità. Le persone affette da questi problemi devono ridurre il valore calorico della loro dieta, ma desiderano comunque i cibi dolci; per questa ragione ricorrono spesso all'uso di dolcificanti ipocalorici. Oltre a questo bisogna dire che il gusto di questi dolcificanti è molto migliorato nel tempo grazie a nuove sostanze scoperte e alla messa a punto di miscele di vari edulcoranti semplici, che riescono a dare un senso di dolcezza maggiore della somma delle loro parti.

## Tipi di dolcificanti
I dolcificanti possono essere suddivisi secondo le seguenti classi:
- idrati di carbonio (calorici)
  - zuccheri ordinari: saccarosio e fruttosio
  - polioli: sorbitolo, xilitolo, mannitolo, ecc.
  - polidestrosi[5]
- edulcoranti intensi (cioè dolcificanti ad alto effetto e quindi ipocalorici)
  - naturali
    - proteine dolci: taumatina, miracolina, ecc.
    - glicosidi[6]: stevioside, glicirrizina, ecc.

  - artificiali: saccarina, acesulfame K, aspartame, ciclamato, ecc.